# ミシェル・ファイファー
ミシェル・マリー・ファイファー（Michelle Marie Pfeiffer, 1958年4月29日 - ）は、アメリカ合衆国の女優。『バットマン リターンズ』のキャットウーマン役で知られる。

## 来歴

### 生い立ち
カリフォルニア州サンタ・アナで4人兄妹の長女として生まれた。ドイツ、オランダ、スウェーデンの血を引く。
父親のリチャード・ファイファーは空調関係の会社を営み、母親のドナ（旧姓タヴァルナ）は専業主婦。二人の妹（ディディ、ロリ）も女優。両親は彼女が12歳のときに離婚。
高校卒業後、スーパーマーケットのレジ係として働きながらゴールデン・ウェスト・カレッジに通う。ミス・オレンジ・カウンティー・コンテストに出場して優勝した時、スカウトの目に留まり、ロサンゼルスに移った。

### キャリア
1980年に『The Hollywood Knights』にて映画デビューを果たす。以後は出演ごとに徐々に人気を集めていった。
1988年公開の『危険な関係』でアカデミー助演女優賞にノミネートされ、英国アカデミー賞 助演女優賞を受賞。
また、1989年公開の『恋のゆくえ/ファビュラス・ベイカー・ボーイズ』と1992年公開の『ラブ・フィールド』でアカデミー主演女優賞にノミネート。前者でゴールデングローブ賞 主演女優賞 (ドラマ部門)を、後者でベルリン国際映画祭女優賞をそれぞれ受賞している。
1990年と1999年の『ピープル』誌による「世界で最も美しい人物」に選ばれ、表紙を飾った。

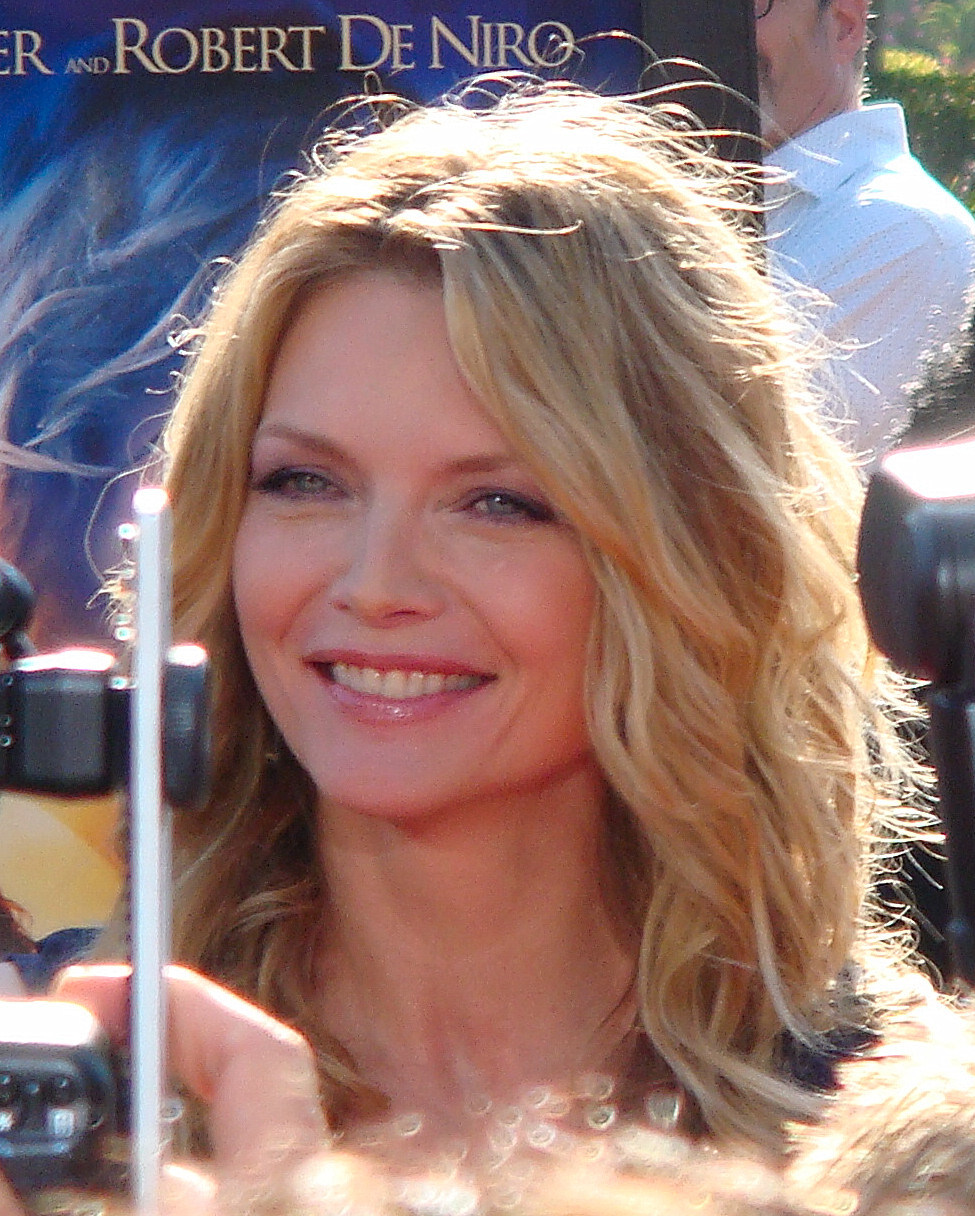
2007年

2000年以降は家族との時間を優先にしていたが、2007年公開の『ヘアスプレー』で女優業に復帰。
また同じく2007年には、ハリウッド・ウォーク・オブ・フェーム（ハリウッド名声の歩道）に2345人目として名前が刻まれた。
2014年発売のマーク・ロンソン11枚目シングル「アップタウン・ファンク」(Uptown Funk)の歌詞にミシェル・ファイファーの名前が歌われたことでも話題を呼んだ。
2020年に公開された『フレンチ・イグジット 〜さよならは言わずに〜』での演技が高く評価され、第78回ゴールデングローブ賞の主演女優賞 (ミュージカル・コメディ部門)にノミネートされた。

### 私生活
1981年に俳優ピーター・ホートンと結婚したが、1990年に離婚。1993年3月に生後間もない女児（クラウディア・ローズ）を養女として迎え、同年11月にプロデューサーのデビッド・E・ケリーと再婚。1994年8月に長男（ジョン・ヘンリー）を出産した。
20歳の頃、カルト教団にはまっていたことを告白した。その教団は「太陽光さえあれば、人間は食料や水なしでも生きていける」と信じていたという。厳格な菜食主義者として知られるが、これはカルト教団にいた頃に始めたもので、この習慣だけは現在も続けている。

## 主な出演作品

### 映画
| 公開年 | 邦題 原題                                                               | 役名                                | 備考                                                                                  | 吹き替え                                                                               |
| ------ | ----------------------------------------------------------------------- | ----------------------------------- | ------------------------------------------------------------------------------------- | -------------------------------------------------------------------------------------- |
| 1980   | The Hollywood Knights                                                   | Suzie Q                             |                                                                                       | N/A                                                                                    |
| 1980   | マンハッタン・ラプソディー Falling in Love Again                        | スー                                | 日本劇場未公開                                                                        |                                                                                        |
| 1981   | オリエンタル探偵殺人事件 Charlie Chan and the Cause of the Dragon Queen | コーデリア                          | 日本劇場未公開                                                                        |                                                                                        |
| 1981   | 愛と欲望の彼方に Callie & Son                                           | Sue Lynn Bordeaux                   | テレビ映画 Michele Pfeiffer名義                                                       |                                                                                        |
| 1981   | 草原の輝き Splendor in the Grass                                        | ジニー・スタンパー                  | テレビ映画                                                                            |                                                                                        |
| 1982   | グリース2 Grease 2                                                      | ステファニー                        |                                                                                       | 堀江美都子                                                                             |
| 1983   | スカーフェイス Scarface                                                 | エルヴァイラ・ハンコック            |                                                                                       | 戸田恵子（テレビ朝日版） 高島雅羅（テレビ東京版） 石塚理恵（ソフト版）                 |
| 1985   | 眠れぬ夜のために Into the Night                                         | ディアナ                            |                                                                                       | 安藤麻吹                                                                               |
| 1985   | レディホーク Ladyhawke                                                  | イザボー・ド・アンジュー            |                                                                                       | 宗形智子（TBS版） 勝生真沙子（テレビ朝日版）                                           |
| 1987   | イーストウィックの魔女たち The Witches of Eastwick                      | スーキー                            |                                                                                       | 土井美加                                                                               |
| 1988   | 愛されちゃって、マフィア Married to the Mob                             | アンジェラ・デ・マルコ              |                                                                                       | 佐々木優子                                                                             |
| 1988   | テキーラ・サンライズ Tequila Sunrise                                    | ジョー・アン                        |                                                                                       | 藤田淑子（ソフト版） 金野恵子（フジテレビ版）                                          |
| 1988   | 危険な関係 Dangerous Liaisons                                           | トゥルーベル夫人                    | 英国アカデミー賞 助演女優賞受賞 アカデミー助演女優賞ノミネート                        | 島本須美                                                                               |
| 1989   | 恋のゆくえ/ファビュラス・ベイカー・ボーイズ The Fabulous Baker Boys     | スージー・ダイアモンド              | ゴールデングローブ賞 主演女優賞 (ドラマ部門)受賞 アカデミー主演女優賞ノミネート       | 藤田淑子（テレビ東京版） 未唯（VHS版） 深見梨加（DVD・BD版） 小宮和枝（機内上映版）    |
| 1990   | ロシア・ハウス The Russia House                                         | カーチャ・オルロワ                  |                                                                                       | 弥永和子                                                                               |
| 1991   | 恋のためらい/フランキーとジョニー Frankie and Johnny                    | フランキー                          |                                                                                       | 一城みゆ希                                                                             |
| 1992   | バットマン リターンズ Batman Returns                                    | セリーナ・カイル / キャットウーマン |                                                                                       | 田島令子（ソフト版） 藤田淑子（テレビ朝日版） 山像かおり（テレビ朝日版〈吹替補完版〉） |
| 1992   | ラブ・フィールド Love Field                                             | ルリーン                            | ベルリン国際映画祭銀熊賞 (女優賞)受賞 アカデミー主演女優賞ノミネート                  |                                                                                        |
| 1993   | エイジ・オブ・イノセンス/汚れなき情事 The Age of Innocence              | エレン・オレンスカ                  |                                                                                       | 弥永和子                                                                               |
| 1994   | ウルフ Wolf                                                             | ローラ                              |                                                                                       | 島本須美（ソフト版） 勝生真沙子（テレビ朝日版）                                        |
| 1995   | デンジャラス・マインド/卒業の日まで Dangerous Minds                     | ルアン・ジョンソン                  |                                                                                       | 小山茉美                                                                               |
| 1996   | アンカーウーマン Up Close & Personal                                    | サリー                              |                                                                                       | 小山茉美                                                                               |
| 1996   | 素晴らしき日 One Fine Day                                               | メラニー・パーカー                  |                                                                                       | 杉村理加（ソフト版） 田中敦子（テレビ朝日版）                                          |
| 1997   | シークレット/嵐の夜に A Thousand Acres                                  | ローズ                              |                                                                                       | 小山茉美                                                                               |
| 1999   | ディープエンド・オブ・オーシャン The Deep End of the Ocean              | ベス                                |                                                                                       | 高島雅羅                                                                               |
| 1999   | 真夏の夜の夢 A Midsummer Night's Dream                                  | タイターニア                        |                                                                                       | 高島雅羅                                                                               |
| 1999   | ストーリー・オブ・ラブ The Story of Us                                  | ケイティ・ジョーダン                |                                                                                       | 佐々木優子                                                                             |
| 2000   | ホワット・ライズ・ビニース What Lies Beneath                            | クレア・スペンサー                  |                                                                                       | 小山茉美                                                                               |
| 2001   | アイ・アム・サム I Am Sam                                               | リタ・ハリソン・ウィリアムズ        |                                                                                       | 塩田朋子（ソフト版） 戸田恵子（日本テレビ版）                                          |
| 2002   | ホワイト・オランダー White Oleander                                     | イングリッド・マグヌセン            |                                                                                       | 勝生真沙子                                                                             |
| 2003   | シンドバッド 7つの海の伝説 Sinbad: Legend of the Seven Seas             | エリス                              | 声の出演 日本劇場未公開                                                               | 高島雅羅                                                                               |
| 2007   | I Could Never Be Your Woman                                             | Rosie Hanson                        |                                                                                       | N/A                                                                                    |
| 2007   | スターダスト Stardust                                                   | ラミア                              |                                                                                       | 深見梨加                                                                               |
| 2007   | ヘアスプレー Hairspray                                                  | ヴェルマ                            |                                                                                       | 塩田朋子                                                                               |
| 2008   | ラブ・クライム Personal Effects                                         | リンダ                              | 日本劇場未公開                                                                        | 柊城えり                                                                               |
| 2009   | わたしの可愛い人 シェリ Chéri                                           | レア・ド・ロンヴァル                |                                                                                       | （吹き替え版なし）                                                                     |
| 2011   | ニューイヤーズ・イブ New Year's Eve                                     | イングリッド・ウィザース            |                                                                                       | 高島雅羅                                                                               |
| 2012   | ダーク・シャドウ Dark Shadows                                           | エリザベス・コリンズ・ストッダード  |                                                                                       | 高島雅羅                                                                               |
| 2012   | ピープル・ライク・アス People Like Us                                   | リリアン                            | 日本劇場未公開                                                                        | （吹き替え版なし）                                                                     |
| 2013   | マラヴィータ The Family / Malavita                                      | マギー・ブレイク                    |                                                                                       | 高島雅羅                                                                               |
| 2017   | 嘘の天才〜史上最大の金融詐欺〜 The Wizard of Lies                       | ルース・マドフ                      | テレビ映画                                                                            |                                                                                        |
| 2017   | マザー! Mother!                                                         | 女性                                |                                                                                       | 高島雅羅                                                                               |
| 2017   | オリエント急行殺人事件 Murder on the Orient Express                     | キャロライン・ハバード夫人          |                                                                                       | 駒塚由衣                                                                               |
| 2018   | アントマン&ワスプ Ant-Man and the Wasp                                  | ジャネット・ヴァン・ダイン          |                                                                                       | 高島雅羅                                                                               |
| 2019   | アベンジャーズ/エンドゲーム Avengers: Endgame                           | ジャネット・ヴァン・ダイン          | カメオ出演                                                                            | （台詞なし）                                                                           |
| 2019   | マレフィセント2 Maleficent: Mistress of Evil                            | イングリス王妃                      |                                                                                       | 五十嵐麗                                                                               |
| 2020   | フレンチ・イグジット 〜さよならは言わずに〜 French Exit                 | フランシス・プライス                | ゴールデングローブ賞 主演女優賞 (ミュージカル・コメディ部門)ノミネート 日本劇場未公開 | 高島雅羅                                                                               |
| 2023   | アントマン&ワスプ:クアントマニア Ant-Man and The Wasp: Quantumania      | ジャネット・ヴァン・ダイン          |                                                                                       | 高島雅羅                                                                               |
| 2025   | Oh. What. Fun.                                                          | Claire Clauster                     | ポストプロダクション                                                                  |                                                                                        |

### テレビ
| 放映年    | 邦題 原題                                                 | 役名                       | 備考 | 吹き替え |
| --------- | --------------------------------------------------------- | -------------------------- | --- | -------- |
| 1980      | B.A.D. Cats                                               | Samantha "Sunshine" Jensen | 計10話出演 | N/A      |
| 1993-1994 | ザ・シンプソンズ The Simpsons                             | ミンディ・シモンズ         | 声の出演 シーズン5第9話「ミシェル・ファイファーの誘惑」 シーズン6第3話「恋の思い出は辛すぎて」（アーカイブ録音） | 小林優子 |
| 1996      | マペット放送局 Muppets Tonight!                           | 本人役                     | 計1話出演 | 高島雅羅 |
| 2022      | ファーストレディ The First Lady                           | ベティ・フォード           | 計10話出演 | 高島雅羅 |
| 2023      | マーベル・スタジオ アッセンブル Marvel Studios: Assembled | 本人                       | 「アントマン&ワスプ:クアントマニアの裏側」                                                                       |          |
| 2026      | Margo's Got Money Troubles                                | Shyanne                    | リミテッドシリーズ 兼製作総指揮                                                                                  |          |
| TBA       | The Madison                                               | Stacy Clyburn              | 兼製作総指揮 |          |

### その他
クーリオのギャングスタズ・パラダイスのミュージック・ビデオに出演している。本曲の初出はファイファーが主演を務めた1995年公開の映画「デンジャラスマインド」の劇中歌としてであり、商品化も本作のサウンドトラックが最初であった。
このビデオは映画監督としてデビューする前のアントワーン・フークアによる撮り下ろしであり、MTV Video Music Awards 1996でBest Rap VideoとBest Video from a Filmを受賞している。

## 参照
1. ↑  “Michelle Pfeiffer Biography”. Talk Talk.   Tiscali UK Limited trading. 2008年9月26日時点のオリジナルよりアーカイブ。2008年10月23日閲覧。
2. ↑  “DeDee Pfeiffer - Movie and Film Biography and Filmography”. AllRovi.   Rovi Corporation. 2012年7月18日時点のオリジナルよりアーカイブ。2011年6月11日閲覧。
3. ↑  Tierney, Tom (2002). Glamorous Movie Stars of the Eighties Paper Dolls. Courier Dover Publications. ISBN 978-0-486-42191-9
4. ↑  “Burbank Gal is Chosen as State Titlist”. Merced-Sun Star. Associated Press (The McClatchy Company). (1978年4月17日) 2011年7月18日閲覧。
5. ↑  “Michelle Pfeiffer's Eternal Beauty, No "Stardust" Needed – CBS News”. CBS News (CBS Interactive Inc.). (2007年10月4日) 2008年10月23日閲覧。
6. ↑  “ミシェル・ファイファー、ハリウッドの殿堂入り”. www.afpbb.com. 2022年9月14日閲覧。
7. ↑  “Nominations for the 78th Golden Globe Awards (2021) Announced”. Golden Globe Awards (2021年2月3日). 2021年8月27日閲覧。
8. ↑  Pringle, Gill (Friday 13, 2007). “Michelle Pfeiffer: The former beauty queen is back after a five-year brea”. The Independent (London: Independent Print Limited) 2011年7月3日閲覧。 {{cite news}}: |date=の日付が不正です。 (説明)⚠[リンク切れ]
9. ↑  “Michelle Pfeiffer Biography”.   Tiscali.co.uk (2008年10月23日). 2008年9月26日時点のオリジナルよりアーカイブ。2008年10月23日閲覧。
10. ↑  “What lies beneath: Michelle Pfeiffer spills her dinner down her top on Italian date night with her husband”. The Daily Mail (London: CBS Interactive Inc.). (2007年10月4日) 2008年10月23日閲覧。
11. ↑  “ハリウッド女優ミシェル・ファイファーがカルト教団の信者だった過去を告白！”. ムービーコレクション. (2013年11月5日)